# Маштак-Кулак
Машта́к-Кула́к — аул в Туркменском муниципальном округе Ставропольского края России.

## Название
Аул назван по неглубокой балке, в которой находится (Маштак-Кулак в переводе с туркменского означает «неглубокая балка»):28.

## География
Расстояние до краевого центра: 124 км.
Расстояние до районного центра: 5 км.

## История
Основан в 1865 году. Был заселён преимущественно човдурами:81. В 1868 году в ауле насчитывался 81 жилой дом (в том числе 17 недостроенных). По состоянию на 1869 год здесь проживало 774 жителя, были мечеть и мектеб.
На 1 января 1902 года в Маштак-Кулаке числилось 129 домов с 647 жителями:27. В 1903 году площадь его надела составляла 16 240 десятин земли, из которых 6600 десятин было сдано в аренду:63. Надел аула пересекался балкой Красные Копани, а с северной стороны упирался в балку Сухой Яр и реку Айгурку.
В 1920 году аул стал центром Маштак-Кулакской волости Туркменского района Благодарненского уезда, в состав которой входили Летняя Ставка, аулы Айгур, Чур, Эдисан-Гора и другие населённые пункты. Площадь волости на тот момент составляла 60 294 десятины.
Летом 1921 года часть жителей Маштак-Кулака перешла в посёлок Кочевники (ныне — Владимировка), опустевший в период засухи.
В 1936 году на территории аула Маштак-Кулак образовался колхоз им. Ворошилова, который в 1952 году был объединён с колхозами им. Гофицкого (аул Чур) и им. Ленина (посёлок Владимировка).
Перед началом Великой Отечественной войны в Маштак-Кулак и Чур переселились жители заброшенных аулов Айгур и Едисан-Гора:101.
В 1956 году Туркменский район был упразднён с передачей территории Петровскому, Благодарненскому и Арзгирскому районам. На 1 марта 1966 года Маштак-Кулак числился в составе Летне-Ставочного сельсовета Петровского района Ставропольского края:22.
В 1970 году Туркменский район был восстановлен, и Летне-Ставочный сельсовет со всеми населёнными пунктами (включая Маштак-Кулак) вновь вошёл в его состав:28.
В 1986 году был образован Владимировский сельский Совет, в административном подчинении которого находилось 2 населённых пункта: посёлок Владимировка (центр) и аул Маштак-Кулак.
До 16 марта 2020 года входил в упразднённый Владимировский сельсовет.

## Население
| 1872 | 1896 | 1900 | 1902 | 1907 | 1925 | 1926 |
| ---- | ---- | ---- | ---- | ---- | ---- | ---- |
| 740  | ↘504 | ↘491 | ↗647 | ↘598 | ↘551 | ↘375 |
| 1989 | 2002 | 2010 | 2014 |      |      |      |
| ↘275 | ↗345 | ↗358 | ↘300 |      |      |      |

По данным переписи 2002 года, 85 % населения — туркмены.

## Образование
До прихода советской власти при мечети аула Маштак-Кулак действовала мусульманская школа грамоты — мектеб. На 1 января 1903 года в ней обучалось 6 мальчиков:58.
В 1930-е годы в ауле была открыта четырёхклассная начальная школа с преподаванием на туркменском языке. По окончании обучения выпускники школы переводились на учёбу в районный центр — село Летнюю Ставку.